# Pandurang Vaman Kane
Pandurang Vaman Kane (Pedhem, 7 mei 1880 - 18 april 1972) was een Indiakundige en Sanskriet-geleerde. Hij werd vooral bekend door het monumentale 6500 pagina's tellende History of Dharmaśāstra en verkreeg in 1942 de titel Mahamahopadhyaya – de grootste van de grote leraren – en in 1963 de Bharat Ratna, de hoogste civiele onderscheiding van India.

## Vroege leven
Kane werd geboren in het dorp Pedhem, ook wel Parasnrama genaamd vanwege de tempel voor Parasurama, vlakbij Chiplun in het district Ratnagiri. Zijn vader kwam uit een familie van brahmanen en had tot zijn achttiende de Rigveda bestudeerd, maar ambieerde dat leven niet en ging Engels studeren in Poona en recht in Bombay. Hij ging daarna als jurist te werk in de taluka Dapoli. Zo leerde Pandurang Vaman Kane al vanaf jonge leeftijd Sanskriet van zijn vader. Vanaf 1891 ging hij in Dapoli naar de middelbare school, waar hij echter op zijn zestiende een jaar miste door gastritis. In 1897 haalde hij het toelatingsexamen van de Universiteit van Bombay. Aangezien daar de builenpest heerste die veel slachtoffers eiste, liet zijn vader hem niet vertrekken en gaf zelf onderricht in recht. Aangezien hij dit te droge kost vond, schreef hij het Wilson College aan, waar hij gezien de epidemie in juni 1898 mocht beginnen, om in 1903 zijn Master of Arts te behalen. Zijn beheersing van Sanskriet leverde hem tijdens zijn studie de nodige prijzen op.

## Werk
Na zijn studie vroeg zijn vader hem om als advocaat of leraar aan de slag te gaan, zodat ook zijn broers konden studeren. Hij werd in 1904 leraar aan een middelbare school in Ratnagiri en in 1907 aan de Elphinstone High School in Bombay. Hij solliciteerde voor de positie als assistent van de professor Sanskriet in Poona, maar werd gepasseerd. Naar zijn idee was dit onterecht en het gevolg van vriendjespolitiek, waarna hij in 1909 enige maanden als professor Sanskriet werd aangesteld aan Elphinstone. Geldgebrek verhinderde hem om een positie te krijgen aan het high court en daarop schreef hij twee schoolboeken en een geannoteerde versie van de Sahityadarpana. Zo kon hij in 1911 aan de slag aan de high court. Daarnaast schreef hij boeken, gaf privélessen recht en had verschillende tijdelijk aanstellingen. In 1917 werd hij aangesteld als professor recht aan de Government Law College in Bombay.

## History of Dharmaśāstra
In 1911 begon hij aan een editie van de Vyavaharamayukha, maar dit wilde maar niet vlotten. Het Bhandarkar Oriental Research Institute vroeg hem het alsnog te voltooien, wat hij deed in 1926. Om het werk te kunnen voltooien, had hij zich verdiept in de omvangrijke literatuur over dharmasastra. Dit leidde hem ertoe een geschiedenis te schrijven over dit onderwerp, wat hij dacht te kunnen voltooien in twee delen. Het eerste deel van History of Dharmaśāstra verscheen in 1930 en behandelde de chronologie en het belang van de diverse auteurs. In 1941 volgde het tweede deel, met onder meer een deel over śrauta-rituelen. Het derde deel uit 1946 gaat over rajadharma (recht van de koning), vyavahara (praktische waarheid) en sadacara (goed gedrag), ofwel gewoontes en gewoonterecht. In 1953 kwam het vierde deel uit over pataka (zondes), prayascitta (boetedoening), karmavipaka (vrucht van slechte daden), antyesti (begrafenisrites), asauca (onzuiverheid bij dood en geboorte), suddhi (zuivering), sraddha (hulde brengen aan voorouders) en tirthayatra (pelgrimstochten naar heilige plaatsen). Het vijfde deel werd in twee delen gepubliceerd, aangezien de gezondheid van Kane achteruitging en hij bang was het niet te kunnen voltooien. Het deel over vrata (heilige geloften, voorschriften en festivals) en kāla (gunstige tijden) werd in 1958 gepubliceerd. Het deel over Santis, Purana's in relatie tot dharmasastra, oorzaken van het verdwijnen van het boeddhisme uit India, tantra's en dharmasastra, sankhya, yoga, tarka en dharmasastra, purvamimamsa en dharmasastra, kosmologie, doctrine van karma en punarjanma, dominante karakteristieken van de Indische cultuur en beschaving en toekomstige trends.